# لانگودل (شلسویگ-هولشتاین)
لانگودل (به آلمانی: Langwedel) یک شهر در آلمان است که در رندسبورگ-اکرنفورده واقع شده‌است.
 لانگودل  ۱٬۴۰۸ نفر جمعیت دارد.